# Groot-Marokko

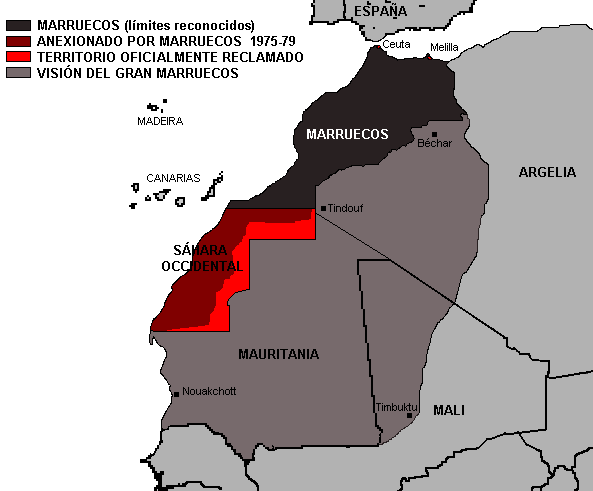
Groot-Marokko.

Groot-Marokko is een begrip dat in het verleden werd gebruikt door een aantal Marokkaanse nationalistische politieke leiders die protesteerden tegen de Spaanse, Portugese, Franse en Algerijnse overheersing, en verwees naar gebieden buiten het toenmalige Marokko, die historisch geassocieerd waren met de Marokkaanse sultan. Tegenwoordig wordt de term vooral in kritische zin gebruikt, waarbij Marokko wordt beschuldigd van irredentistische aanspraken op naburige gebieden, met name de Westelijke Sahara.
De belangrijkste concurrerende ideologieën van het concept Groot-Marokko zijn het Algerijns nationalisme, Saharaans separatisme, Groot-Mauritanië, Spaans irredentisme, Berbers nationalisme en panarabisme.
Officiële en officieuze irredentistische Marokkaanse aanspraken op gebieden die door Marokkanen worden gezien als ooit vallende onder een of andere vorm van Marokkaanse soevereiniteit (meestal met betrekking tot de Spaanse exclaves), worden in retoriek vaak gekoppeld aan beschuldigingen van expansionisme. De aanspraken die de Marokkaanse regering maakt verwijzen echter niet naar Groot-Marokko.
Groot-Marokko
| Vlag | Naam                | Hoofdstad  | Oppervlakte   | Opmerking |
| ---- | ------------------- | ---------- | ------------- | --- |
|      | Marokko             | Rabat      | 446.550 km²   | |
|      | Westelijke Sahara   | Al Ajoen   | 266.000 km²   | Het grootste gedeelte is bezet door Marokko en het overige door de Sahrawi Arabische Democratische Republiek |
|      | Mauritanië          | Nouakchott | 1.030.700 km² | |
|      | Plazas de soberanía | -          | 32.774 km²    | Plazas de soberanía bestaat uit Ceuta, Melilla en een aantal eilandjes voor de Marokkaanse kust.             |
|      | Zuidwest-Algerije   | -          | 422.550 km²   | Zuidwest-Algerije bestaat uit Béchar, Tindouf en Béni Abbès.                                                 |

## Geschiedenis
In 1963, nadat Algerije onafhankelijk was geworden, viel Marokko een strook van het Algerijnse zuidwesten (de provincies Tindouf en Béchar) binnen, omdat volgens Marokko delen daarvan voorheen onder diens soevereiniteit vielen. Er vielen enkele honderden slachtoffers. Volgens Franse bronnen vielen er onder de Algerijnen 60 doden en 250 gewonden, recentere literatuur noemt aantallen tot 300 doden. Marokko rapporteerde een officieel aantal van 39 omgekomenen. De Marokkaanse verliezen waren waarschijnlijk lager dan die van de Algerijnen, maar zijn niet geverifieerd en recentere bronnen melden 200 Marokkaanse doden. Ongeveer 57 Marokkanen en 379 Algerijnen werden krijgsgevangen genomen. Na een maand oorlogsvoering en enkele honderden slachtoffers liep het conflict uit op een impasse (Zandoorlog).
In de eerste fase van de dekolonisatie waren bepaalde gekozen Marokkaanse politici, met name sommige leden van de Istiqlal-partij, zoals Allal al-Fassi - de enige voorstander van 'totale bevrijding', die weigerde Frankrijk te bezoeken, zelfs om zijn monarch of nationalistische medestanders te ontmoeten - voorstander van het opeisen van alle gebieden die op de een of andere manier historisch verbonden waren met de Marokkaanse sultan. Dit werd aanvankelijk niet ondersteund door de sultan (later koning) van Marokko. In  het begin van de jaren zestig kregen Al-Fassi's ambities meer steun in het parlement, wat leidde tot een vertraging in de erkenning van Mauritanië (onafhankelijk in 1960, niet erkend door Marokko tot 1969).
De gebiedseisen van Al-Fassi werden effectief verlaten in de late jaren zestig, hoewel Marokko aanspraak bleef maken op de Westelijke Sahara en de Spaanse Plazas de soberanía aan de noordkust. Door de weigering van Marokko om in het geval van de Westelijke Sahara zijn postkoloniale grenzen te accepteren is het op ramkoers gekomen met de Afrikaanse Unie, die dit als een van zijn principes beschouwt. Dientengevolge is Marokko het enige Afrikaanse land dat uit de unie is getreden, omdat Polisario, dat de Arabische Democratische Republiek Sahara (ADRS) vertegenwoordigt, een zetel had gekregen.
Na de onafhankelijkheid van Marokko in 1956 en de dood van koning Mohammed V  in 1961 maakte de regering van koning Hassan II aanspraak op verschillende gebieden en wist de Tarfaya-strook, na de Ifni-oorlog met Spanje, en een groot deel van het gebied rond Ceuta en Melilla te verwerven. Ook nam Marokko een groot deel van de Spaanse Sahara in, nadat Spanje het grondgebied aan Marokko en Mauritanië had overgedragen (zie de akkoorden van Madrid, momenteel nog steeds betwist met het Polisario-front, dat het opeist als de Arabische Democratische Republiek Sahara).

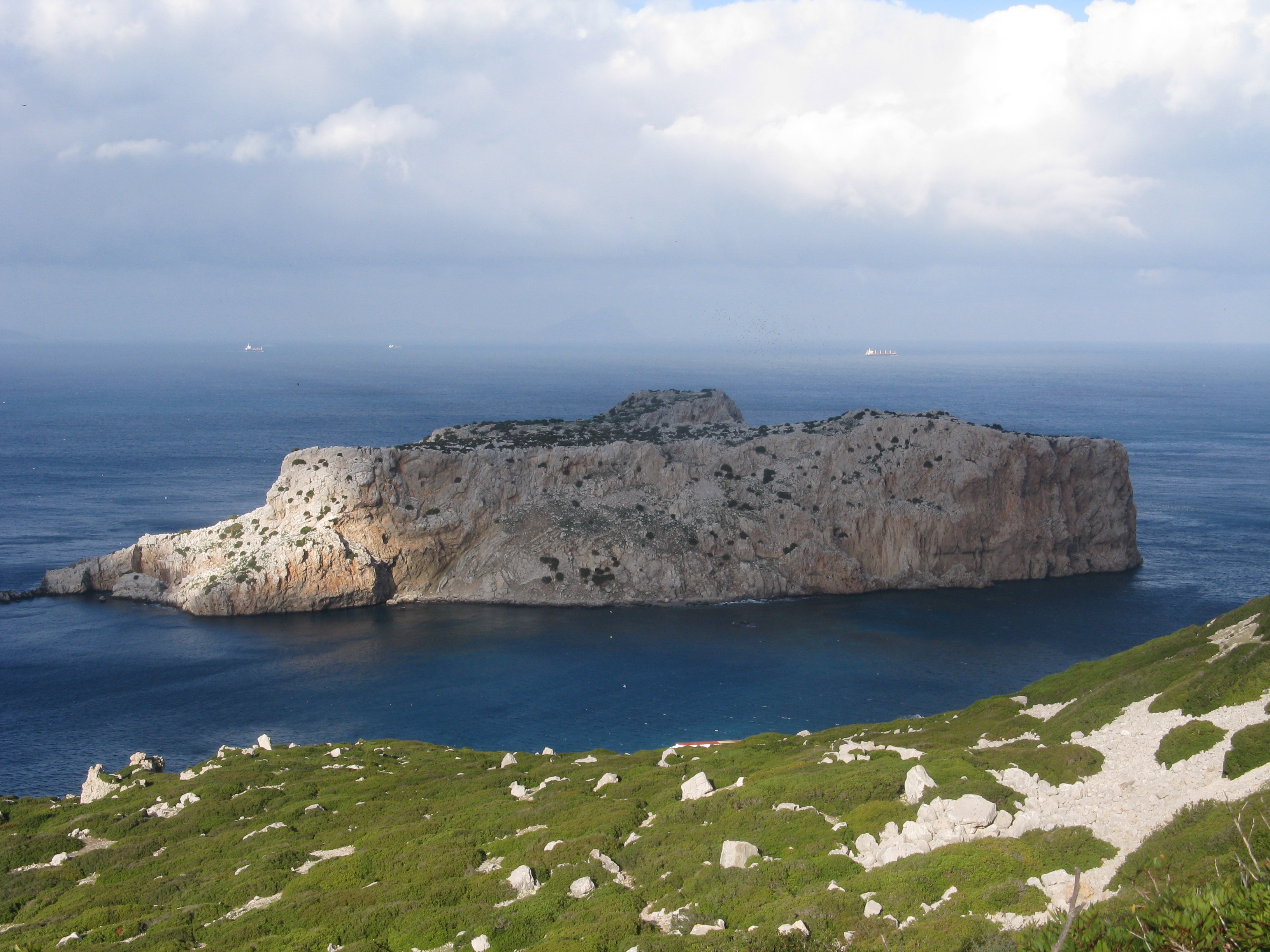
Peterselie-eiland gezien vanaf de Marokkaanse kust

In 2002 vond een gewapend incident tussen Marokko en Spanje plaats met betrekking tot het onbewoonde eiland Perejil, gelegen op 250 meter van de Marokkaanse noordkust. Op 11 juli 2002 zette een groep Marokkaanse soldaten een kampement op het eilandje op. De Marokkaanse regering verklaarde dat ze het eiland betraden om illegale immigratie te controleren, wat door de Spaanse regering werd ontkend, omdat er op dat moment nauwelijks samenwerking was (een herhaalde bron van klachten vanuit Spanje). Na protesten van de Spaanse regering, geleid door premier José María Aznar, werden de soldaten vervangen door Marokkaanse marine-cadetten die vervolgens een vaste basis op het eiland aanlegden. Op de ochtend van 18 juli 2002 lanceerde Spanje een grootschalige militaire operatie om het eiland te veroveren. De operatie was succesvol en de Marokkaanse marine-cadetten werden binnen enkele uren van het eiland verdreven zonder weerstand te bieden aan de Spaanse Grupo de Operaciones Especiales (commando's). Het eilandje is nu verlaten.

## Personen die het idee van Groot-Marokko steunden
- Allal el-Fassi, stichter van de nationalistische Istiqlal-Partij.
- Hassan II, voormalige koning van Marokko van 1961 tot 1999.
- Horma Ould Babana, afgevaardigde van Mauritanië in de Franse Nationale Vergadering van 1946 tot 1951.
- Dey Ould Sidi Baba, Mauritaanse minister van handel, industrie en mijnen van 1957 tot 1958, voorzitter van het Marokkaans Huis van Afgevaardigden van 1977 tot 1983.
- Fal Ould Oumeir, Emir van Trarza (zuidelijke regio van Mauritanië), Marokkaans staatssecretaris belast met Mauritanië en Saharaanse Zaken van 1961 tot 1964.
- Mokhtar Ould Bah, Mauritaanse minister van Volksgezondheid en Onderwijs van 1957 tot 1958.